# XXXIII wiek p.n.e.

V tysiąclecie p.n.e. IV tysiąclecie p.n.e. 

XXXVI wiek p.n.e. XXXV wiek p.n.e. XXXIV wiek p.n.e. XXXIII wiek p.n.e. XXXII wiek p.n.e. XXXI wiek p.n.e. XXX wiek p.n.e.

## Wydarzenia na świecie
- ok. 3250 r. p.n.e ma miejsce drastyczna zmiana klimatu spowodowana zmniejszeniem się aktywności słonecznej[1], w której wyniku Sahara zmieniła się z sawanny w pustynię

Wydarzenia w Europie
- trwanie wczesnego okresu przedpałacowego na Krecie[2][3]
- początek epoki miedzi w Europie Środkowej[4]
- początek budowy obserwatorium słonecznego w irlandzkim Newgrange

Wydarzenia w Azji
- początek kultury afanasjewskiej
- trwanie kultury Dawenkou w Chinach
- około 3300 r. p.n.e na terenie Harappy zaczyna się cywilizacja doliny Indusu[5]

Wydarzenia w Afryce
- trwanie okresu Nagada II w Egipcie
- około 3300 r. p.n.e. założone zostaje miasto Hierakonpolis, religijna i polityczna stolica Górnego Egiptu[6]